# Jaera paroemia
Jaera paroemia är en fjärilsart som beskrevs av Hans Ferdinand Emil Julius Stichel 1910. Jaera paroemia ingår i släktet Jaera och familjen juvelvingar. Inga underarter finns listade i Catalogue of Life.